# 格雷格·泰勒
格雷格·泰勒（英語：Greg John Taylor；1997年11月5日—）是蘇格蘭的一位足球運動員，在場上的位置是後衛。現效力於希臘足球超級聯賽球隊PAOK。他也代表蘇格蘭足球代表隊參賽。

## 俱樂部生涯

### 塞爾提克
2019年9月2日，格雷格與塞爾提克簽訂了為期四年的合約。

## 個人生活
格雷格的弟弟阿利·泰勒也是名足球運動員，效力前東家基爾馬諾克，並於2020年2月首次亮相，而格雷格則為對手塞爾提克效力。

## 榮譽

### 俱樂部
塞爾提克
- 蘇格蘭足球超級聯賽冠軍：2019-20賽季[5]、2021-22賽季
- 蘇格蘭足總盃冠軍：2019-20賽季
- 蘇格蘭聯賽盃：2021-22賽季[6]

## 外部連結
- 足球数据库：格雷格·泰勒的球员统计数据
- Soccerway資料庫：格雷格·泰勒